# Битка код Требије
Битка код Требије била је прва велика битка Другог пунског рата. Одиграла се 18. децембра 218. п. н. е. између армије Картагине под вођством Ханибала и Римске републике. Ханибал је успио ратним лукавством тешко поразити двоструко бројнију римску војску.

## Увод
Ханибал је започео Други пунски рат 219. п. н. е. нападом на Сагунт у Шпанији. Након освајања Сагунта он маршира копненим путем преко Алпа до Италије. Кренуо је са 40.000 војника и десетцима ратних слонова, али изгубио је доста војске путем, а поготово преко Алпа.
Дошавши у Италију побеђује у малој бици код Тицина. Конзул Публије Корнелије Сципион је био рањен у бици код Тицина, али укупни римски губици су били мали, тако да је цела армија остала скоро цела.
Римски сенат је био забринут поразом код Тицина, па хитно зове конзула Тита Семпронија Лонга, који је са армијом био на Сицилији. Ханибал се вештим маневрима поставља на пут, којим конзул Лонг треба ићи да би дошао да помогне конзулу Публије Корнелије Сципиону. Ханибал затим заузима један град Кластид на том путу, који му омогућује да добро снабдије трупе. Дотле је конзул Лонг успео да прође до конзула Сципиона. Сада су се две римске армије нашле заједно код реке Требије која утиче у реку По.
Ханибалу је сад само преостало да се бори против обе римске армије. Ханибал је знао да је Тиберије Семпроније Лонг импулсиван и да га може лакше навући у битку него опрезног Публија Корнелија Сципиона. Сципион је био рањен и то је Ханибал мислио искористити.

## Битка

### Припреме
У децембру 218. п. н. е. било је особито хладно и сњежно. Сципион се још увек опорављао, а Семпроније Лонг се припремао за битку. Желио је да започне битку пре него што Сципион може да се опорави и поново преузме команду. Семпроније се није обазирао на Сципионова упозорења да буде опрезан. Он је такође знао да се ближе избори нових конзула.
Ханибал је знао за Семпронијеву нестрпљивост и зато му припрема замку. Ханибалова војска је логоровала преко смрзнуте реке Требија. Ханибал примећује једно место између два логора, равно и без дрвећа, али добро за заседу у грмљу. Након што је од шпијуна сазнао тачне позиције непријатеља Ханибал шаље у заседу у грмљу 1.000 лаких пешака и 1.000 коњаника под командом свог млађег брата Магона.
Следеће јутро шаље коњицу да нападне оближњи римски логор и да се повуку, тако да навуку Римљане у замку у којој их чека Магонова скривена војска.

## Догађаји
Кад се коњица показала крај римског логора, Семпроније Лонг шаље своју коњицу за њима, а онда брзо после тога шаље целу армију од 36.000 пешадинаца, 4.000 савезничких коњаника и 3.000 галских помоћника. Био је нестрпљив да победи.
Снег је падао, Римљани још нису доручковали, а од хладноће су једва држали оружје. С друге стране Картагињани су добро доручковали и припремили се за битку.
Ханибал распоређује 1.000 лаких пешака, а иза њих поставља 20.000 афричких, шпанских, галских и келтских пешака, те 10.000 коњаника подељених на два крила и ратне слонове.
Семпроније поставља армију у стандардну тролинијску формацију, где велите поставља напред, а кољицу на крила. Галске ратнике поставља лево од легија.
Прво се сукобила лака пешадија, али велити су били слаби и повучени су. Њихово место на римској страни заузимају хастати и принципи, који представљају тешко наоружану пешадију и легионаре. Док су тешке пешадије две стране водиле тешке борбе прса о прса, бројнија картагињанска коњица и слонови нападају римску коњицу. Постепено римска коњичка крила су све више гурнута натраг и натраг, тако да више нису штитили пешадију.
У међувремену Ханибал користи слонове против галске пешадије на левом римском крилу. Престрашени од огромних животиња, које никад дотад нису видели оно беже. Пошто је картагињанска коњица одгурала римски коњицу, римска тешка пешадија је остала изложена нападу коњице са стране и са леђа. У исто време Магонова скривена чета излази из заседе и напада римску пешадију са леђа. Под толиким притиском Римљанима преостаје само да беже, што исто више није било лако извести.
Хиљаде су побијене на лицу места, а многи су се подавили у реци. Римљани су изгубили више од трећине војника.

## Последице
Тај пораз је запањио и дотукао Римљане. Одмах се праве планови одбране са севера. Изабиру се нови конзули Гнај Сервилије и Гај Фламиније.
Фламиније ће одвести римску армију у нови пораз у бици код Тразименског језера.